# Paradoxocerus fulvus
Paradoxocerus fulvus là một loài bọ cánh cứng trong họ Cleridae. Loài này được Kaatz miêu tả khoa học năm 1899.